# Кайпіра

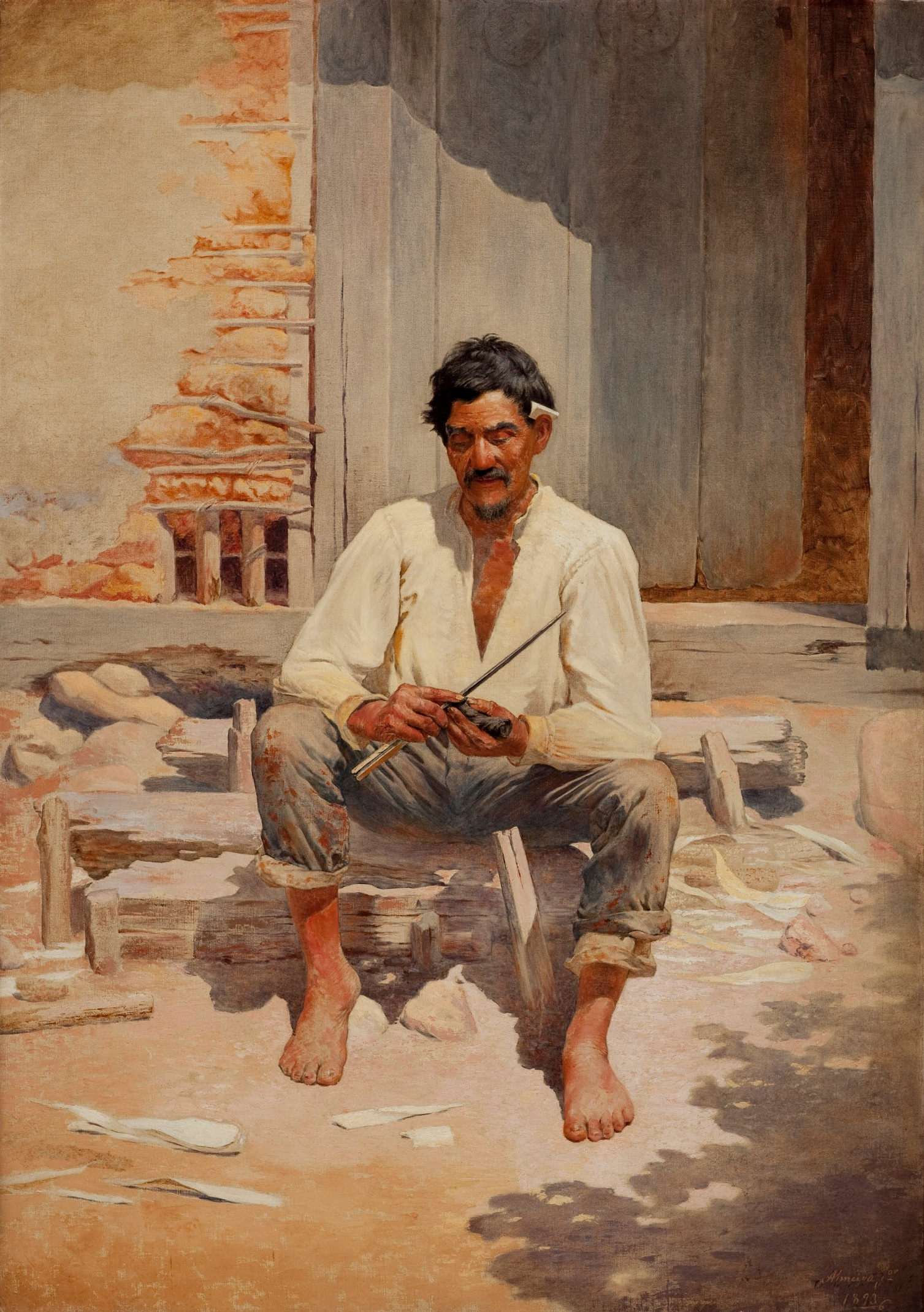
Портрет кайпіри. Алмейда Жуніор, 1893 рік.

Кайпіра (порт. Caipira) — мешканці віддаленних провінційних районів кількох штатів Бразилії, часто з недостатньою освітою, та діалект, яким вони розмовляють.
Хоча термін може використовуватися із зневагою, часто він використовується для самоідентифікації, без негативної конотації. Часто також термін є синонімом неосвідченої або навіть наївної особи, когось, хто нездатний розмовляти літературною португальською. У значенні діалекту термін найчастіше використовується для опису провінційних діалектів штатів Сан-Паулу, Мату-Гросу-ду-Сул, Гояс та частин штатів Мінас-Жерайс і Парана. У більш переносному значенні термін може посилатися і на відповідну культуру і музику цих районів.
| Прапор Бразилії | Це незавершена стаття про Бразилію. Ви можете допомогти проєкту, виправивши або дописавши її. |